# 伊佐湧水警察署
伊佐湧水警察署（いさゆうすいけいさつしょ）は、鹿児島県警察が管轄する警察署の一つである。

## 管轄区域
- 伊佐市
- 姶良郡湧水町

## 所在地
- 鹿児島県伊佐市大口里2786-1

## 沿革
- 2020年（令和2年）4月1日をもって横川警察署より湧水町全域を同署管内に編入の上、『伊佐湧水警察署』に改称。

## 交番・駐在所

### 伊佐市域
- 大口中央交番（伊佐市大口上町1番地1）
- 菱刈交番（伊佐市菱刈町前目711番地1）
- 山野駐在所（伊佐市大口山野4229番地3）
- 針持駐在所（伊佐市大口針持4296番地4）
- 崎山駐在所（伊佐市大口田代242番地12）

### 湧水町域
- 栗野交番（姶良郡湧水町木場636-5、JR九州栗野駅構内）
- 吉松駐在所（姶良郡湧水町中津川916-3）